# AMC (Česko)
AMC je česká verze stejnojmenného amerického televizního kanálu. Kanál zahájil vysílání 5. listopadu 2014, kdy nahradil stanici MGM Channel.

## Historie
Televizní stanice AMC byla zahájena na americkém trhu 1. října 1984. AMC je zkratka pro „American Movie Classics“. AMC se originálně zaměřovala na klasické filmy, které byly odvysílány v odpoledních a podvečerních hodinách.

## Program

### Seriály
- 2016: Preacher
- 2015: Into the Badlands
- 2015: Živí mrtví: Počátek konce
- 2015: Humans
- 2014: Halt and Catch Fire – PC Rebelové
- 2014: The Divide – Zlom
- 2013: Kód Lyoko: Evoluce
- 2008: Perníkový táta
- 2008: Zákon gangu